# Spoorlijn Boussens - Saint-Girons
De spoorlijn Boussens - Saint-Girons was een Franse spoorlijn van Boussens naar Saint-Girons. De lijn was 35,2 km lang en heeft als lijnnummer 670 000.

## Geschiedenis
De lijn werd geopend door de Compagnie des Chemins de fer du Midi op 16 februari 1866. Tussen 15 december 1940 en 18 september 1944 was er geen personenvervoer, op 28 september 1969 werd het definitief opgeheven. Goederenvervoer was er tot 1 juni 1991.

## Aansluitingen
In de volgende plaatsen is of was er een aansluiting op de volgende spoorlijnen:
Boussens
RFN 650 000, spoorlijn tussen Toulouse en Bayonne
Saint-Girons
RFN 671 000, spoorlijn tussen Foix en Saint-Girons

## Galerij

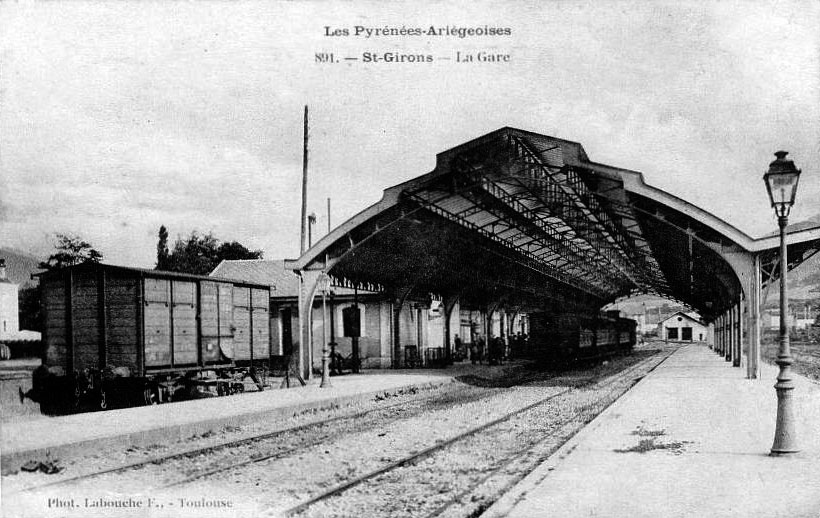
Station Saint-Girons rond 1910.
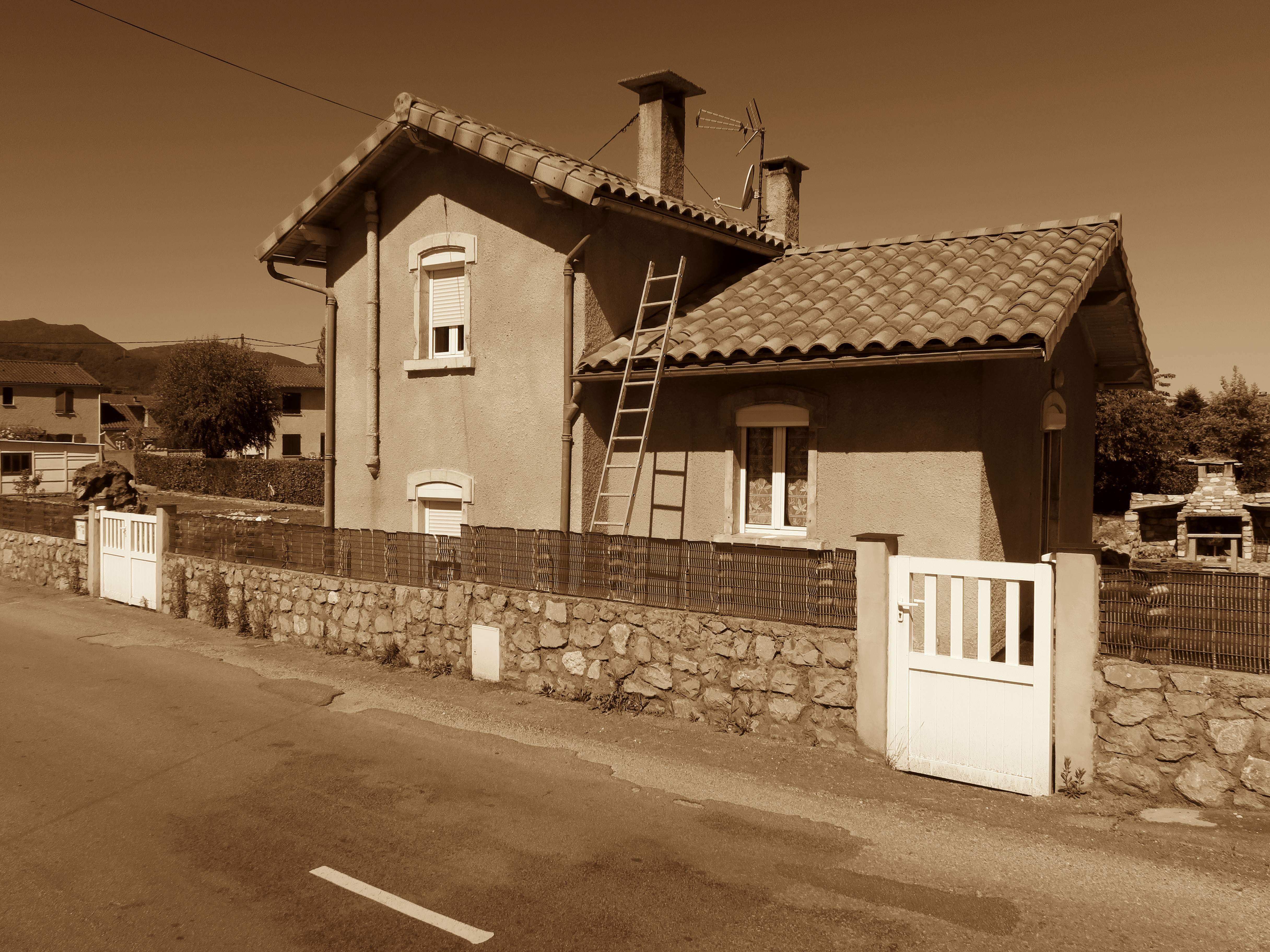
Baanwachterswoning in Lorp-Sentaraille.